# Намајоки
Намајоки (рус. Намайоки) река је која протиче преко северозападних делова Мурманске области, на крајњем северозападу европског дела Руске Федерације. Целом дужином свога тока тече преко територије Печеншког рејона.
Река Намајоки је дугачка 36 km, а њено сливно подручје обухвата територију површине 272 km². Свој ток започиње као отока ледничког језера Полојарви, тече у смеру истока и улива се у реку Печенгу као њена лева притока на њеном 26. километру узводно од ушћа, код Печеншког манастира.